# Antoine VIII de Gramont

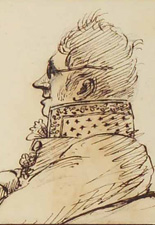

Antoine-Louis-Marie de Gramont, octavo duque de Gramont (17 de agosto de 1755-28 de agosto de 1836) fue un oficial militar francés, diplomático y parlamentario.

## Biografía
Fue conocido por el título de conde de Louvigny antes de su matrimonio con Aglaé de Polignac (1768-1803) hija de Yolande de Polastron, duquesa de Polignac, celebrado el 16 de abril de 1780. Por aquel tiempo, se le otorgó el título honorífico de duque de Giche, debido a que era el heredero presunto del ducado de Gramont. En 1801, sucedió a su primo como el octavo duque de Gramont y príncipe de Bidache.
Sirvió como capitán en la guardia real, antes de huir a Gran Bretaña al comenzar la revolución francesa. Permaneció leal a la casa de Borbón,convirtiéndose en comandante militar bajo el mando de Louis Antoine, duque de Angulema. Más tarde sirvió brevemente como embajador de Francia en la corte de St.James bajo la restauración borbónica.

## Títulos

### Tratamientos
- Antoine, conde de Louvigny (de cortesía,1755)
- Antoine, duque de Giche (como heredero presunto, 1780)
- Duque de Gramont y Príncipe de Bidache (1801)
- Duque y Par de Francia (1814,1817)

### Honores
- Caballero de la Orden de Malta (1776)
- Caballero de San Luis (1820)
- Caballero de  la Orden del Espíritu Santo (1820)
- Gran Oficial de la Legión de Honor (1823)